# Збігнєв Блажинський
Збігнєв Блажинський (пол. Zbigniew Błażyński; 8 січня 1914, містечко Яблунів, нині смт Косівського району, Івано-Франківської області — 25 жовтня 1996, Лондон) — польський журналіст у вигнанні, у 50-х роках вів для радіо «Вільна Європа» розмови з Юзефом Святло, пізніше був працівником і директором Польської редакції BBC.

## Життєпис
Закінчив юридичний факультет Львівського університету у 1936 році. Працював у Міністерстві закордонних справ.
Під час війни служив у 1-й гренадерській дивізії Війська Польського у Франції. Потім працював у польському посольстві в Лісабоні.
З 1944 року і до кінця війни працював у польському посольстві у Лондоні, організував навчальну та освітню діяльність у таборах колишніх польських військових у Великій Британії (1946-1952).
У 1952-1955 роках працював журналістом для польської редакції радіо «Вільна Європа», відомого під назвою «Голос вільної Польщі». У 1954 році він провів серію радіоінтерв'ю з офіцером Юзефом Святло (Józef Światło), які увійшли в цикл під назвою «За лаштунками безпеки і партії». Також була випущена 40-сторінкова брошура з такою ж назвою, яку скидали з повітря за допомогою повітряних куль в рамках акції  pl:Krucjata balonowa.
З 1958 року він був журналістом польської редакції BBC у Лондоні, де вів програми «В комуністичному світі» і «В Польщі та про Польщу».
У 1966—1973 роках був директором редакції, а в 1973-1976 рр. заступником директора Департаменту BBC в центральній Європі.
Після виходу на пенсію у 80-х рр. очолив Фундацію польської культури в Лондоні.
У 1985 році він опублікував книгу «Говорить Юзеф Святло. За лаштунками безпеки й партії 1940—1955» , значно розширену (понад 300 сторінок) працю, у якій висвітлено роботу Юзефа Святло та опубліковано інтерв'ю з ним.
У 1990-x роках він був редактором «Materiały do dziejów polskiego uchodźstwa niepodległościowego», опублікованих польським Науковим Товариством у вигнанні.

## Публікації
- John Paul II: a man from Krakow, Londyn, Weidenfeld and Nicolson, 1979 (przetłumaczone na jęz. francuski i niemiecki).
- Flashpoint Poland (1980)
- Mówi Józef Światło: za kulisami bezpieki i partii 1940—1955, słowo wstępne Jan Nowak-Jeziorański, Londyn, 1985.
- Towarzysze zeznają : z tajnych archiwów Komitetu Centralnego: dekada Gierka 1970—1980 w tzw. Komisji Grabskiego, Londyn, Polska Fundacja Kulturalna, 1987.